# Menhirs des Couzes
Les menhirs des Couzes, appelés aussi menhirs de l'Aïgo-Puto, sont situés à Grimaud, dans le département du Var en France.

## Description
Les menhirs no 1 et no 2 sont situés près de la ferme des Couzes.  Le menhir no 3 est situé à environ 200 m au sud-est des deux premiers, dans un champ.
Le menhir no 2 est le plus grand des trois. Il mesure 1,35 m de haut pour 0,55 m de large avec une circonférence de 1,60 m. Il comporte sur une face un visage humain gravé.